# Microphor sinensis
Microphor sinensis är en tvåvingeart som beskrevs av Saigusa och Yang 2003. Microphor sinensis ingår i släktet Microphor och familjen styltflugor. Inga underarter finns listade i Catalogue of Life.